# 172 Бавкіда
172 Бавкіда (172 Baucis) — астероїд головного поясу, відкритий 5 лютого 1877 року.